# Australovenator wintonensis
Australovenator (il cui nome significa "cacciatore meridionale") è un genere estinto di dinosauro teropode megaraptoride vissuto nel Cretaceo superiore, circa 95 milioni di anni fa (Cenomaniano), in quella che oggi è la Formazione Winton, in Australia. Il genere contiene una singola specie, ossia A. wintonensis, nota da resti cranici e postcraniali parziali, descritti nel 2009 da Scott Hocknull e colleghi, sebbene continuino ad essere pubblicate ulteriori descrizioni ed analisi. Australovenator rappresenta il dinosauro predatore più completo scoperto in Australia.

## Descrizione
Secondo Hocknull, Australovenator raggiungeva una lunghezza di 7,5 metri (25 piedi), un'altezza alle anche di 2,4 metri (7,1 piedi), per un peso di circa 500-1.000 chilogrammi (1.100-2.200 libbre). Come tutti gli altri megaraptori, Australovenator era un predatore bipede. Le sue proporzioni e la corporatura relativamente leggera, viene spesso identificato come il "ghepardo della sua era".

## Classificazione

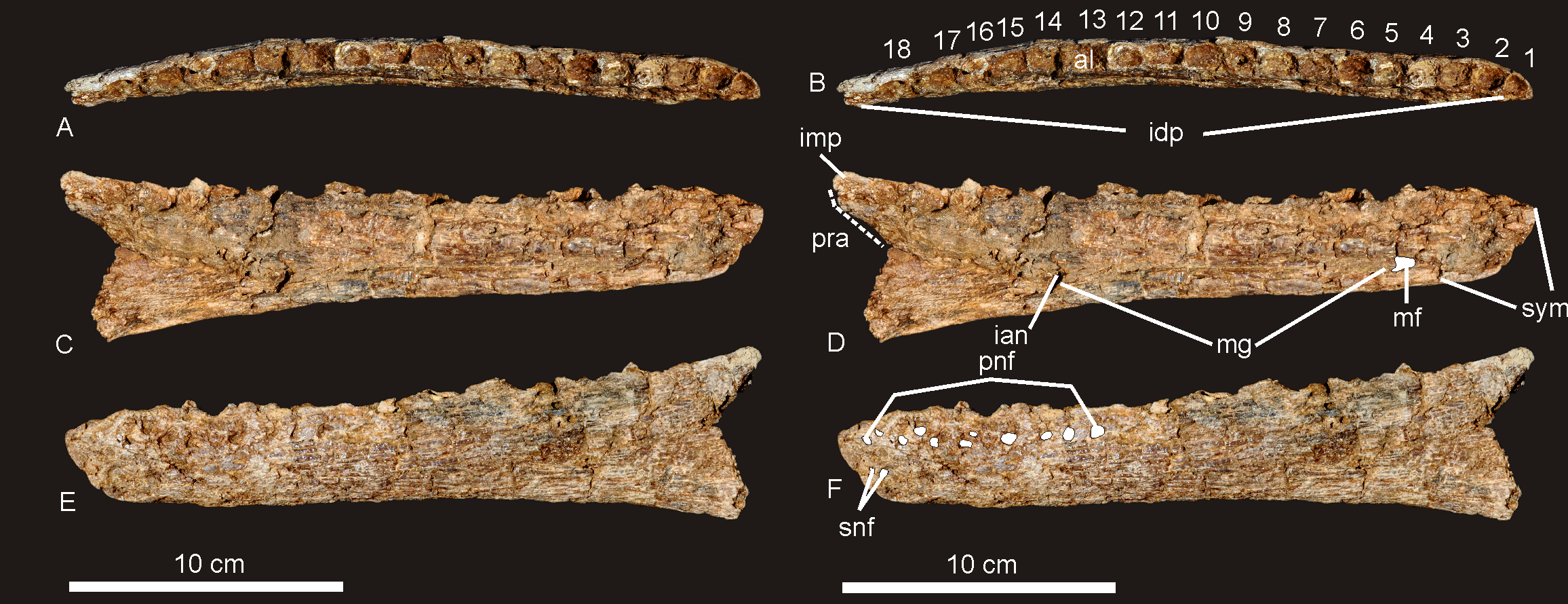
Frammenti fossili con dentatura

Un'analisi filogenetica ha identificato Australovenator come un carnosauro allosauroide, condividendo alcune somiglianze con Fukuiraptor e i carcharodontosauridi. Nell'analisi iniziale, è stato dimostrato che era il sister taxon di Carcharodontosauridae. Studi successivi più dettagliati hanno portato ad una riclassificazione che vede l'animale formare un clade con molti altri allosauri di tipo carcharodontosauride, i Neovenatoridae. Le più recenti analisi filogenetiche suggeriscono che Australovenator sia un tyrannosauroide, come tutti gli altri megaraptori. Un'analisi filogenetica del 2016, incentrata sul nuovo neovenatoride Gualicho, ha rilevato che Australovenator e altri megaraptoridi siano sia allosauroidi sia coelurosauri basali piuttosto che tyrannosauroidi.
Le caviglie di Australovenator e Fukuiraptor sono simili all'astragalo australiano, noto come NMVP 150070, che in precedenza era stato identificato come appartenente ad Allosaurus sp.. Quest'osso, probabilmente, rappresenta un esemplare di Australovenator o un suo parente stretto. In alternativa, quest'osso potrebbe appartenere ad un abelisauro.
Il cladogramma seguente segue l'analisi del 2010 di Benson, Carrano e Brusatte. Un altro studio pubblicato nel 2010 ha anche dimostrato che il teropode australiano Rapator era un megaraptoro, estremamente simile ad Australovenator.

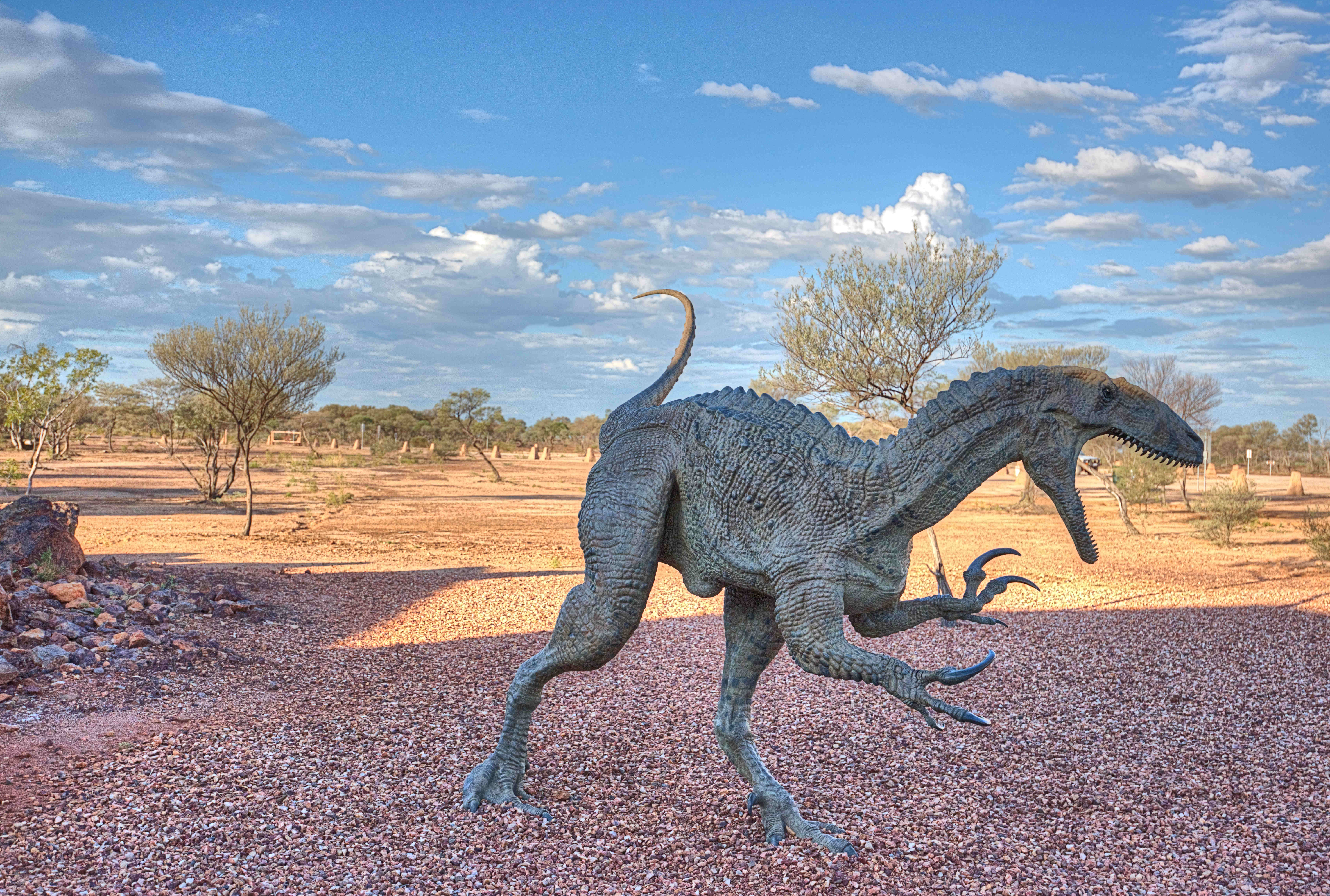
Scultura di Australovenator, a Winton

|  | Australovenator |
|  |                 |
|  | ?Rapator        |
|  |                 |
|  | Fukuiraptor     |
|  |                 |

|  | Aerosteon  |
|  |            |
|  | Megaraptor |
|  |            |

|  | Australovenator |
|  |                 |
|  | ?Rapator        |
|  |                 |
|  | Fukuiraptor     |
|  |                 |

|  | Aerosteon  |
|  |            |
|  | Megaraptor |
|  |            |

|  | Australovenator |
|  |                 |
|  | ?Rapator        |
|  |                 |
|  | Fukuiraptor     |
|  |                 |

|  | Aerosteon  |
|  |            |
|  | Megaraptor |
|  |            |

|  | Australovenator |
|  |                 |
|  | ?Rapator        |
|  |                 |
|  | Fukuiraptor     |
|  |                 |

|  | Aerosteon  |
|  |            |
|  | Megaraptor |
|  |            |

|  | Australovenator |
|  |                 |
|  | ?Rapator        |
|  |                 |
|  | Fukuiraptor     |
|  |                 |

|  | Aerosteon  |
|  |            |
|  | Megaraptor |
|  |            |

|  | Australovenator |
|  |                 |
|  | ?Rapator        |
|  |                 |
|  | Fukuiraptor     |
|  |                 |

|  | Aerosteon  |
|  |            |
|  | Megaraptor |
|  |            |

|  | Australovenator |
|  |                 |
|  | ?Rapator        |
|  |                 |
|  | Fukuiraptor     |
|  |                 |

|  | Aerosteon  |
|  |            |
|  | Megaraptor |
|  |            |

|  | Australovenator |
|  |                 |
|  | ?Rapator        |
|  |                 |
|  | Fukuiraptor     |
|  |                 |

|  | Aerosteon  |
|  |            |
|  | Megaraptor |
|  |            |

## Storia della scoperta

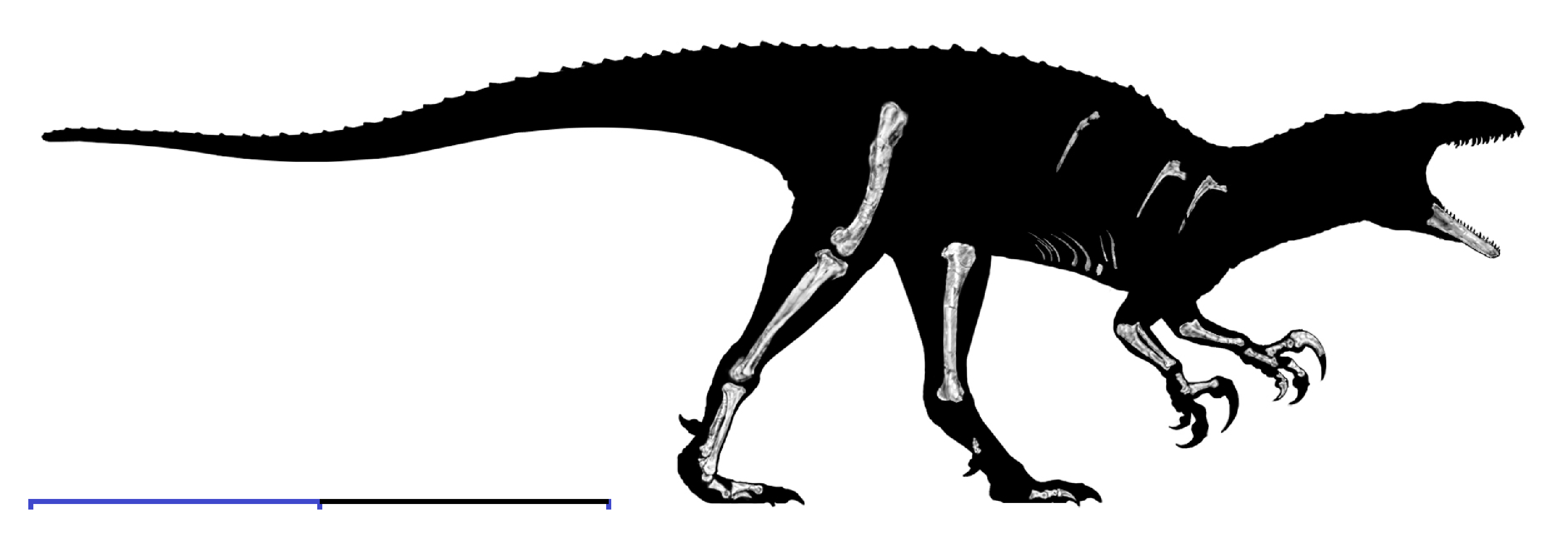
Elementi ossei conosciuti di Australovenator

Australovenator è basato sull'esemplare AODF 604, soprannominato affettuosamente "Banjo" in onore di Banjo Paterson, ritrovato nel "sito Matilda", le cui ossa erano mescolate con i resti del sauropode Diamantinasaurus matildae (AODL 85). L'olotipo, conservato presso l'Australian Age of Dinosaurs Museum of Natural History, consiste nel ramo mandibolare sinistro, alcuni denti, zampe anteriori parziali e arti posteriori quasi completi, un ileo destro parziale, costole, e gastralia. Australovenator è stato descritto nel 2009, dal paleontologo Scott Hocknull del Queensland Museum e colleghi. La specie tipo è A. wintonensis, in riferimento alla vicina Winton. Sebbene l'olotipo sia stato descritto per la prima volta nel 2009, il processo di scavo del "sito Matilda" è ancora in corso, pertanto sono ancora in corso pubblicazioni che descrivono nuovi elementi dell'esemplare.
Nel 2012, sono stati descritti ulteriori elementi del braccio dell'olotipo, altri elementi ossei delle gambe sono stati descritti nel 2013, ed il ramo mandibolare destro è stato descritto nel 2015.
Il genere Rapator è stato descritto da Huene per un metacarpo dall'Australia. Quando Australovenator venne descritto, fu considerato un alvarezsauride o un teropode intermedio. Hocknull et al. (2009) identificarono alcuni caratteri distintivi tra i taxa, basati su un metacarpo I scarsamente conservato dall'olotipo di Australovenator. Agnolin et al. (2010), ha quindi riclassificato Rapator come un megaraptora, potenzialmente come sister taxon di Australovenator. Hanno inoltre menzionato che Megaraptor, l'unico altro taxon che preservava anche il metacarpo I, era meno simile a Rapator che ad Australovenator. Tuttavia, non vi erano chiare differenze tra quest'ultimi due generi. I metacarpi di entrambi i taxa furono ridescritti da White et al. (2014), che ha determinato che non erano sinonimi, aggiungendo più caratteristiche e due potenziali caratteristiche identificate da Hocknull et al. e Angolan et al.

## Paleobiologia
Data la relativa completezza di mani e piedi ben conservati, Australovenator è stato oggetto di vari documenti di ricerca sullo studio delle dinamiche degli arti dei teropodi.
Uno studio del 2015, ha testato la gamma di movimento delle braccia di Australovenator usando modelli computerizzati, e ha scoperto che l'animale aveva braccia flessibili, con gli avambracci in grado di creare un angolo di 144-66 gradi con l'omero, una gamma di movimento del gomito simile a quella dei maniraptoriformi. Insolitamente, il radio dell'animale poteva scorrere indipendentemente dall'ulna quando il braccio era flesso, in modo simile agli uccelli ma a differenza della maggior parte dei dinosauri non-aviari. Lo studio ha anche dimostrato che le dita di Australovenator erano in grado di estendersi ben oltre quelle di qualsiasi altro teropode campionato, ad eccezione di Dilophosaurus che presenta una capacità d'estensione simile. Questo studio ha concluso che flessibilità degli arti dell'animale, facilitata da una combinazione di tratti sia primitivi che avanzati, giocasse un ruolo molto importante nella cattura della preda, dandogli la capacità di afferrare la preda e trattenerla vicino al petto, rendendo più facile alle sue mascelle relativamente deboli di ferire mortalmente la preda.
Uno studio del 2016, ha utilizzato le scansioni TC di un piede d'emù per ricostruire digitalmente la muscolatura e il tessuto molle di un piede di Australovenator, nonché determinare in che modo il tessuto molle influisse sulla flessibilità. Lo studio ha determinato che la gamma muscolare del movimento è spesso sovrastimata quando non tiene conto dei tessuti molli e che la ricostruzione dei tessuti molli è di vitale importanza per rendere più accurate le future analisi sulla flessibilità dei teropodi. Una revisione degli elementi degli arti posteriori descritta nel 2013 ha ri-identificato diverse falangi che inizialmente erano posizionate in modo errato. Inoltre, notò che la falange II-3 di Australovenator era distesa, una patologia che poteva essere il risultato dell'impatto del movimento di un calcio. Alcuni uccelli moderni, come il casuario, usano il secondo dito del piede come armi in combattimenti difensivi o territoriali.
Un seguito del 2017, allo studio del 2016, ha utilizzato un modello stampato in 3D del piede dell'animale, ricostruito per creare impronte in una matrice di argilla e sabbia nel tentativo di comprendere la creazione di impronte di dinosauri. Lo studio in particolare è stato progettato per chiarire l'identità di particolari impronte dall'origine controversa ritrovate presso Lark Quarry, che potrebbero essere state lasciate da un grande teropode,come Australovenator, o un grosso ornitopode, come Muttaburrasaurus. Lo studio ha scoperto che le orme di Australovenator artificiali erano simili a quelle di Lark Quarry, concludendo che le piste in questione erano probabilmente quelle di un teropode. Gli autori dello studio hanno espresso interesse a creare anche una ricostruzione del piede di un Muttaburrasaurus, per testare la seconda ipotesi. Tuttavia, ciò non è ancora possibile data l'assenza di materiale dei piedi di Muttaburrasaurus.

## Paleoecologia
L'esemplare AODL 604 è stato ritrovato a circa 60 chilometri (37 miglia) a nord-ovest di Winton, vicino alla stazione di Elderslie, nella parte inferiore della Formazione Winton, datata alla fine del Cenomaniano, circa 95 milioni di anni fa. L'esemplare fu ritrovato in uno strato d'argilla tra strati di arenaria, interpretato come un lanca, o un billabong. La Formazione Winton aveva un assemblaggio faunistico molto variegato tra cui bivalvi, gasteropodi, insetti, dipnoi Metaceratodus, tartarughe, il coccodrillo Isisfordia, pterosauri e diversi tipi di dinosauri, come i sauropodi Diamantinasaurus e Wintonotitan, e ankylosauri e hypsilophodonti ancora non descritti. Le piante conosciute dalla formazione comprendono felci, ginkgo, gimnosperme e angiosperme.